# Paul Panda Farnana

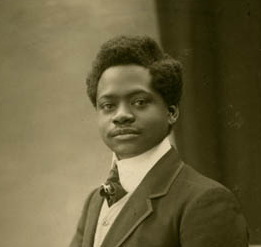
Portretfoto van Farnana in 1921

Panda Farnana of met zijn later verworven namen Paul Panda Farnana M'Fumu (Nzemba, 1888 – aldaar, 12 mei 1930) was een Congolese agronoom en intellectueel. Als eerste en lange tijd ook laatste Congolees voltooide hij onder Belgisch bewind hogere studies. Vanuit nationalistische en pan-Afrikaanse overtuigingen kwam hij op tegen de misstanden van het kolonialisme in toenmalig Belgisch Congo (de huidige Democratische Republiek Congo).

## Leven

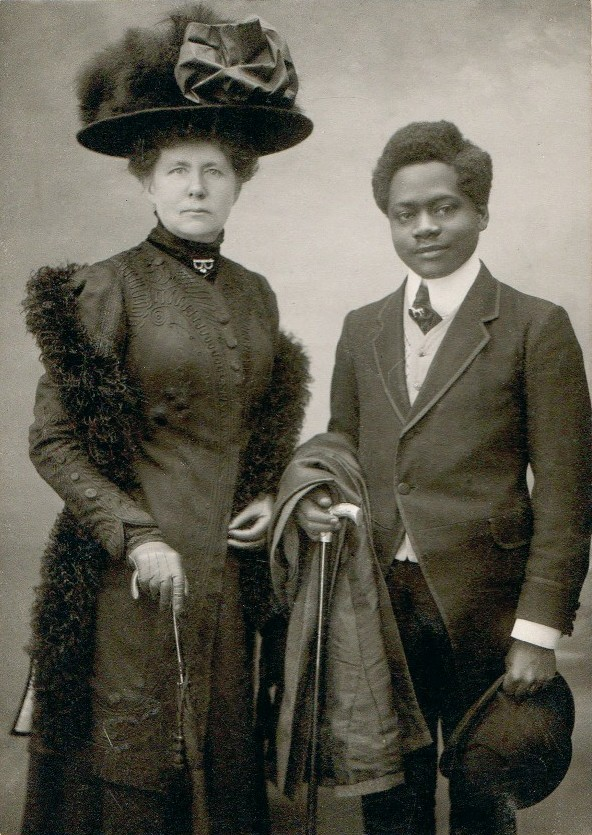
Louise Derscheid en Panda Farnana

### Als kind naar Europa
Farnana kwam uit het dorp Nzemba bij Moanda en Banana in de kustprovincie Bas-Congo. Zijn moeder heette N'Sengo en zijn vader Luizi Fernando (ook: Fernaõ) was een door de overheid aanvaard stamhoofd, waardoor Panda Farnana later de titel M'Fumu (chef in het Kikongo) zou erven. Waarschijnlijk kwam hij in 1895 op zevenjarige leeftijd als boy naar Europa met Jules Derscheid en zijn vrouw. In elk geval stierven zijn patroons op korte tijd en kwam hij terecht bij Derscheids oudste zus Louise. De ongehuwde "Tante Lise" zou zijn hele leven als een moeder voor hem zorgen.

### Studies
Ze was een gecultiveerde muzikante die hem leerde tekenen en pianospelen. Uit liberale overtuiging stuurde ze hem naar school in het Athénée Royal van Elsene. Na zijn middelbare studies slaagde Farnana voor een toegangsexamen en begon hij in oktober 1904 aan de Rijkstuinbouwschool in Vilvoorde. Drie jaar later studeerde hij af met grote onderscheiding. Hij spijkerde zijn Engels bij aan de handelshogeschool van Bergen en volgde een bijkomend jaar aan de École supérieure d'Agriculture tropicale in Nogent-sur-Marne.

### Staatsdienst en beginnend activisme
In 1909 werd Farnana de eerste zwarte in Belgische staatsdienst. Met zijn agronomische kennis werd hij ambtenaar bij de landbouwsectie van het ministerie van Koloniën (Chef de Cultures 3ème classe). Met een driejarig contract reisde hij af naar de Jardin botanique van Eala, een prestigieuze koloniale proeftuin bij Coquilhatville (het huidige Mbandaka). Op weg ernaartoe voer hij de rivier de Congo op en kwam hij in landsdelen die hij nooit had gezien. Naast agronomisch werk gaf hij in Eala ook les. Hij kreeg te maken met vijandigheid en neerbuigendheid van de kolonialen. Uit de bewaarde correspondentie blijkt dat zijn franke replieken hem enkele berispingen kostten. Na een tweetal jaar werd zijn lesgeverschap hem ontnomen, en op 23 juni 1911 kreeg hij verlof om terug te keren naar België. Het ereteken Dienstster werd hem niet onthouden.
De confrontatie met de segregatie en andere ellende in zijn geboorteland had hem pijnlijk bewust gemaakt. In 1911 sprak hij op uitnodiging van Prosper Thuysbaert voor de Leuvense studentenkring Amicitia. In zijn lezing Le Noir au Congo est-il civilisable? bestreed hij de Belgische vooroordelen over de intellectuele capaciteiten van Congolezen en betoogde hij dat er geen inferieure rassen bestonden. De hele conferentie, inclusief Farnana's bijdrage, werd afgedrukt in het Vlaamsgezinde blad Ons Volk ontwaakt. 
Van 5 januari 1912 tot 22 januari 1914 volgde een tweede verblijf in Congo. Na standplaatsen in Boma en enkele maanden in Zambi werd hij benoemd in de kruidtuin van Kalamu, waar hij als enige werkte en dus geen negatieve gevoelens over zwarten in gezagsposities kon losmaken. 

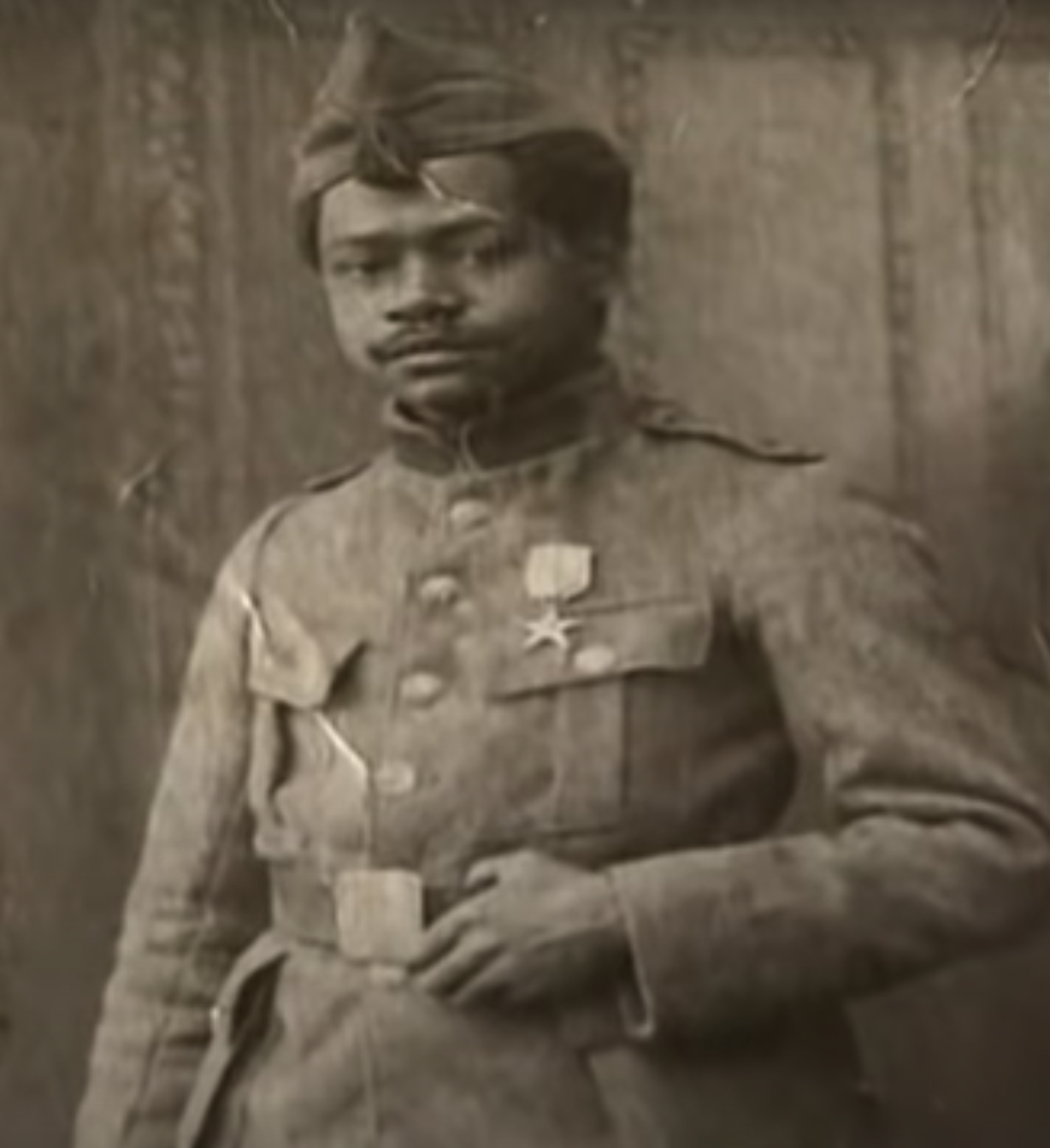
Farnana in Belgisch uniform (1914)

### Soldaat en krijgsgevangene in de Eerste Wereldoorlog
Tijdens een nieuw verlof in België brak de Eerste Wereldoorlog uit. Farnana besliste dienst te nemen in het Korps der Vrijwilligers van Congo onder kolonel Chaltin. Dit was weliswaar een gelegenheidseenheid, maar de manschappen konden bogen op gevechtservaring en hun Korps werd geïntegreerd in het reguliere leger. Van de 330 korpsleden waren er vier zwart. Na een kort verblijf in Sint-Niklaas werd de eenheid naar Namen overgebracht. Vanaf 20 augustus streden ze mee voor het behoud van deze positie en dekten ze de aftocht van het terugtrekkende leger. Op 23 augustus maakten de Duitsers het Korps krijgsgevangen in Lives. Ze werden afgevoerd naar Duitsland. Al bij aankomst op het station werd Farnana in het bijzonder om zijn huidskleur vernederd. Hij bracht zijn krijgsgevangenschap door in Hannover en Roemenië. Het waren jaren van dwangarbeid, ziekte en hoon. Hij maakte kennis met Tirailleurs sénégalais, voor wie hij brieven schreef en die hem in contact brachten met Blaise Diagne, de Senegalese volksvertegenwoordiger in de Franse Kamer.

### Strijd voor Congolese emancipatie
Na de Duitse nederlaag vroeg Farnana aan het ministerie een terbeschikkingstelling. Met zijn legervrienden Albert Kudjabo en Joseph Adipanga stichtte hij op 30 augustus 1919 in Brussel de Union Congolaise, een 'vereniging voor wederzijdse hulp en morele ontwikkeling van het Congolese ras'. Naast socioculturele had de Union ook politieke doelstellingen, met bijzondere aandacht voor de Congolese oorlogsveteranen. Er waren zo'n 33 leden, van wie de meesten analfabeet waren. De vereniging kreeg subsidie om vorming te geven en opende afdelingen in Luik, Charleroi en Marchienne-au-Pont. Toen een oud-strijdersblad in denigrerende termen opriep om de Congolezen die hadden meegevochten terug te sturen, reageerde de Union Congolaise dat de blanken dan ook maar gerepatrieerd moesten worden uit Afrika. Deze toon waren de kolonisatoren niet gewend.
In februari 1919 had Farnana deelgenomen aan het Eerste Pan-Afrikaans Congres in Parijs, waar hij de Franse volksvertegenwoordiger Blaise Diagne en de Amerikaanse socioloog W.E.B. Du Bois hoorde spreken, twee zwarten die grote indruk op hem maakten. In december 1920 mocht Farnana zelf het eerste Nationaal Koloniaal Congres in de Belgische Senaat toespreken. Zijn radicale boodschap rond dwangarbeid, verloning, onderwijs en inspraak werd retorisch goed gebracht en verwees handig naar de steun van de zwarte priester Stefano Kaoze. Ondanks beleefd applaus viel de roep om gelijkberechtiging in slechte aarde bij pers en publieke opinie. Farnana werd almaar virulenter op de korrel genomen door de koloniale pers in Leopoldstad (het huidige Kinshasa). Op 20 maart 1921 bracht de krant L'Avenir Colonial Belge onderschepte correspondentie uit tussen Farnana en Henry Emmanuel John. Die laatste werd gezien als een aanhanger van het garveyisme, het idee dat de Amerikaanse zwarten complotteerden om de Belgische kolonie omver te werpen. De autoriteiten brachten deze stroming in verband met Simon Kimbangu, een prediker die vizioenen had over onafhankelijkheid. Zijn beweging kende vanaf april 1921 meer en meer succes, en hij dook onder tot hij in september gearresteerd werd.

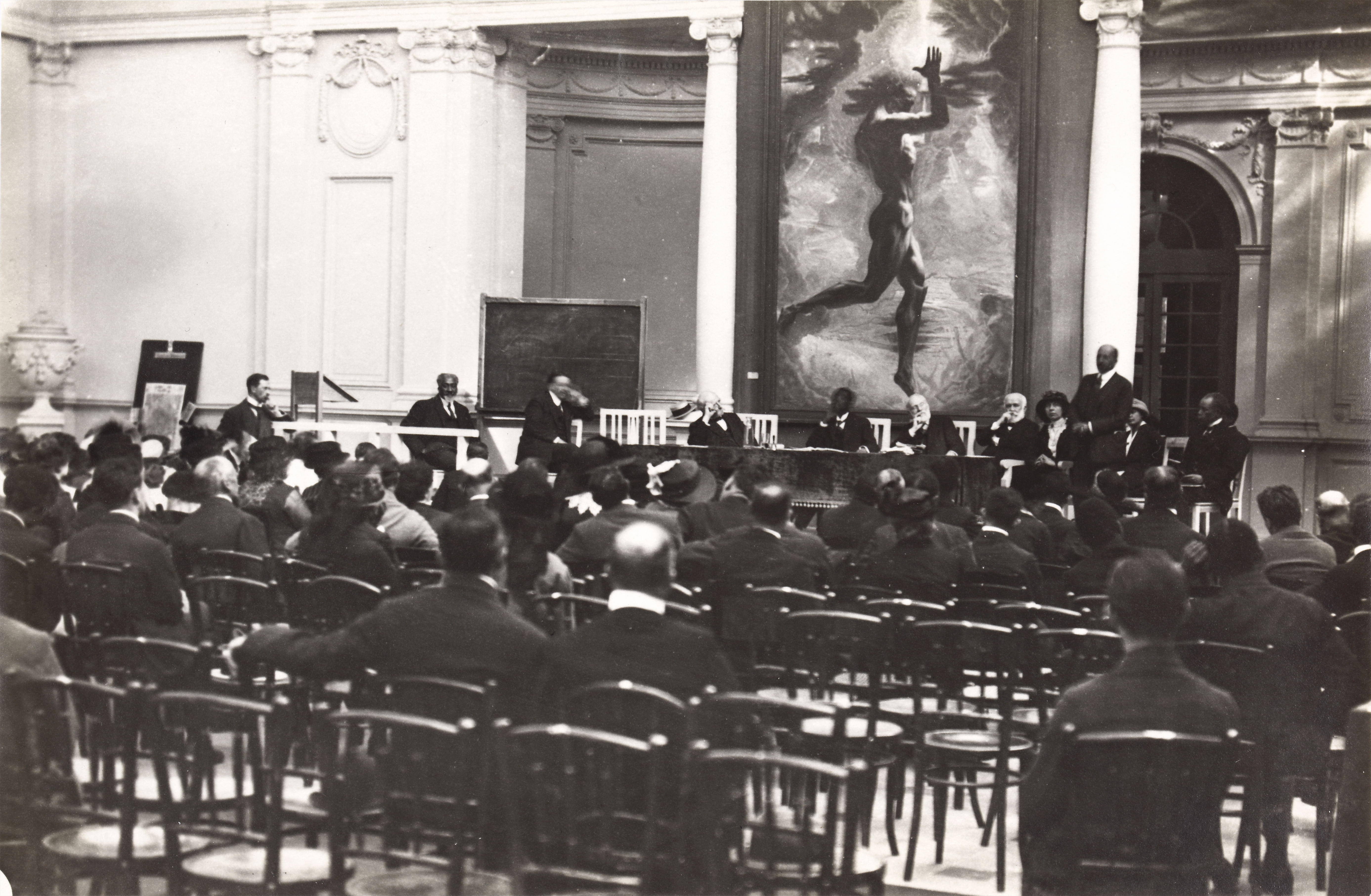
Farnana op het het Tweede Pan-Afrikaans Congres in het Palais Mondial in Brussel (1921)

Het klimaat was dus verre van ideaal toen het Tweede Pan-Afrikaans Congres later dat jaar bijeenkwam voor een sessie in Brussel, georganiseerd met medewerking van Paul Otlet en Henri La Fontaine. Ook de kranten in België schilderden Farnana nu af als een gevaarlijke agitator. Hij zetelde in het bureau van het congres, nam deel aan twee sessies en gaf op 11 september een lezing over L'historique de la civilisation nègre sur les rives du fleuve Congo. Het ministerie, de bedrijfswereld en de pers voerden de druk zodanig op dat de conclusies van het congres sterk werden afgezwakt. Het elan van het panafrikanisme werd erdoor geknakt.
Nadien ging de polemiek van L'Avenir Colonial Belge nog enige tijd door. Andere kranten liepen niet veel warmer voor Farnana. La Gazette plaatste op 9 december 1922 zijn stuk Des Représentants noirs au Congo, maar liet het voorafgaan door het minachtende zinnetje "Une curieuse lettre que nous adresse un Noir". In 1925 leverde Farnana een bijdrage over Afrikaanse kunst in antwoord op een vraag van een Frans blad. De collecties bijeengebracht in Tervuren noemde hij zonder omwegen geplunderd. Zijn niet-aflatende campagne voor eerbetoon aan Congolese oud-strijders scoorde in 1927 enig succes toen het Monument du Souvenir van Jacques Marin werd ingehuldigd in Leopoldstad.

### Terugkeer en dood
Toch was de balans voor Farnana ontgoochelend. In mei 1929 keerde hij terug naar Congo, ongetrouwd en kinderloos. Hij werkte in een oliemolen in Matadi en richtte met steun van zijn tante Lise een school en kapel op in zijn geboortedorp Nzemba. Zijn ontwikkelingsplannen kwamen korte tijd later ten einde door zijn dood in onduidelijke omstandigheden. Volgens een lokale overlevering zou hij vergiftigd zijn door familieleden om een geldkwestie.
Een maand later werd het terugkerende kolonialen verboden om zwarten mee te nemen naar België. Gouverneur-generaal Auguste Tilkens noemde het verblijf van zwarten gevaarlijk en had daarmee duidelijk Farnana in gedachten. Meer dan ooit was men vastbesloten Congolezen uit te sluiten van hoger onderwijs en bleef het beleid "Pas d'élite, pas d'ennuis" (Geen elite, geen last).

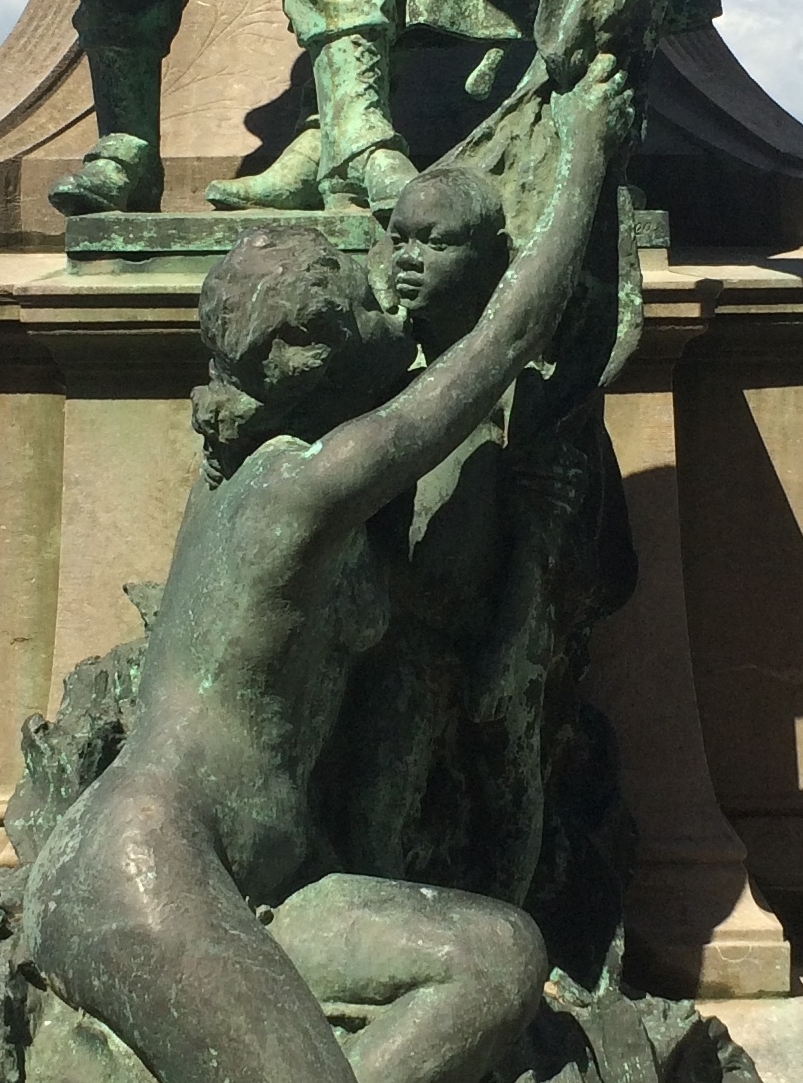
Het hoofd van Farnana in Guillaume Charliers Monument voor Lippens en De Bruyne in Blankenberge

## Sculpturen
De beeldhouwer Guillaume Charlier gebruikte de jeugdige Panda Farfana als model voor het Congolese jongetje in zijn Monument voor Lippens en De Bruyne (1900). Het hoofd werd ook als buste uitgebracht. Een exemplaar is te zien in het Charliermuseum.

## Herontdekking en eerbetoon
Onder impuls van Antoine Tshitungu Kongola liep in 2011 in Brussel de tentoonstelling Visages de Paul Panda Farnana. Datzelfde jaar wijdde Françoise Levie een documentaire aan zijn leven, getiteld Panda Farnana, un Congolais qui dérange, en werd een gedenkplaat aangebracht aan zijn voormalige school in Elsene (Jules Bouillonstraat).
In 2014 werd zijn levensverhaal verstript op een scenario van Antoine Tshitungu, met tekeningen van Asimba Bathy, Yann Kumbozi, Djeis Djemba en Dody Lobela. Franse titel: "Une vie oubliée". De Nederlandse vertaling heet Paul Panda Farnana, een vergeten leven. Uitgave AFRICALIA, Brussel).
In 2023 kondigde Vilvoorde aan dat de nieuwe Zennebrug in aanbouw naar Farnana zou worden vernoemd.

## Voetnoten
1. ↑  De tweede was Thomas Kanza in 1956: ‘Een hoogopgeleide Congolees die kritisch was over het kolonialisme, dat maakte de Belgen bang’ MO*, 13 september 2020
2. ↑  Marthe Coosemans, "Panda Farnana (M'Fumu Paul)" in Biographie Coloniale Belge, vol. III, 1952, kol. 668
3. ↑  Andere biografen menen dat Farnana pas in 1900 de oversteek maakte met een officier Derscheid. Dat kunnen twee personen geweest zijn: Gustave Derscheid, die deelnam aan de expeditie Bia-Franqui, of Eugène Derscheid.
4. ↑  Paul Panda Farnana, een Congolese nationalist en panafrikanist, AfricaMuseum (bezocht 25 juni 2024)
5. 1 2  Nieuwe brug over Zenne in Vilvoorde wordt eerbetoon aan Paul Farnana: “Eerste Congolees die hoger diploma behaalde in België”, VRT NWS, 2023
6. ↑  La Trois - Paul Panda Farnana fut le premier fonctionnaire belge à la peau noire : Un Congolais (et un film) qui dérange, Le Soir, 16 juni 2012
7. ↑  "Rapatrions les nègres", Journal des Combattants, 14 september 1919
8. ↑  Mfumu Panda, in La Renaissance d'Occident, juni 1925, p. 873-874
9. ↑  Tekst van de omzendbrief van juni 1930: J'ai l'honneur de porter à la connaissance du personnel de la colonie, qu'eu égard aux inconvénients multiples, voire aux dangers résultant du séjour des Noirs en Belgique, j'ai décidé d'interdire désormais aux fonctionnaires et agents rentrant en congé, d'emmener des Noirs avec eux. In 1913 had Félix Fuchs een gelijkaardig provisoir verbod ingesteld.
10. ↑  Expo Paul Panda

- Bibliothèque nationale de France: cb14640084f (data)
- Gemeinsame Normdatei: 131519263
- International Standard Name Identifier: 0000 0000 4854 8279
- Library of Congress Control Number: no2005072810
- Nederlandse Thesaurus van Auteursnamen: 29883832X
- Système universitaire de documentation: 088518175
- Virtual International Authority File: 25738711
- WorldCat: E39PBJwCYFxfcpt3TfGQm7MgKd